# Parc linéaire des rivières Saint-Charles et du Berger

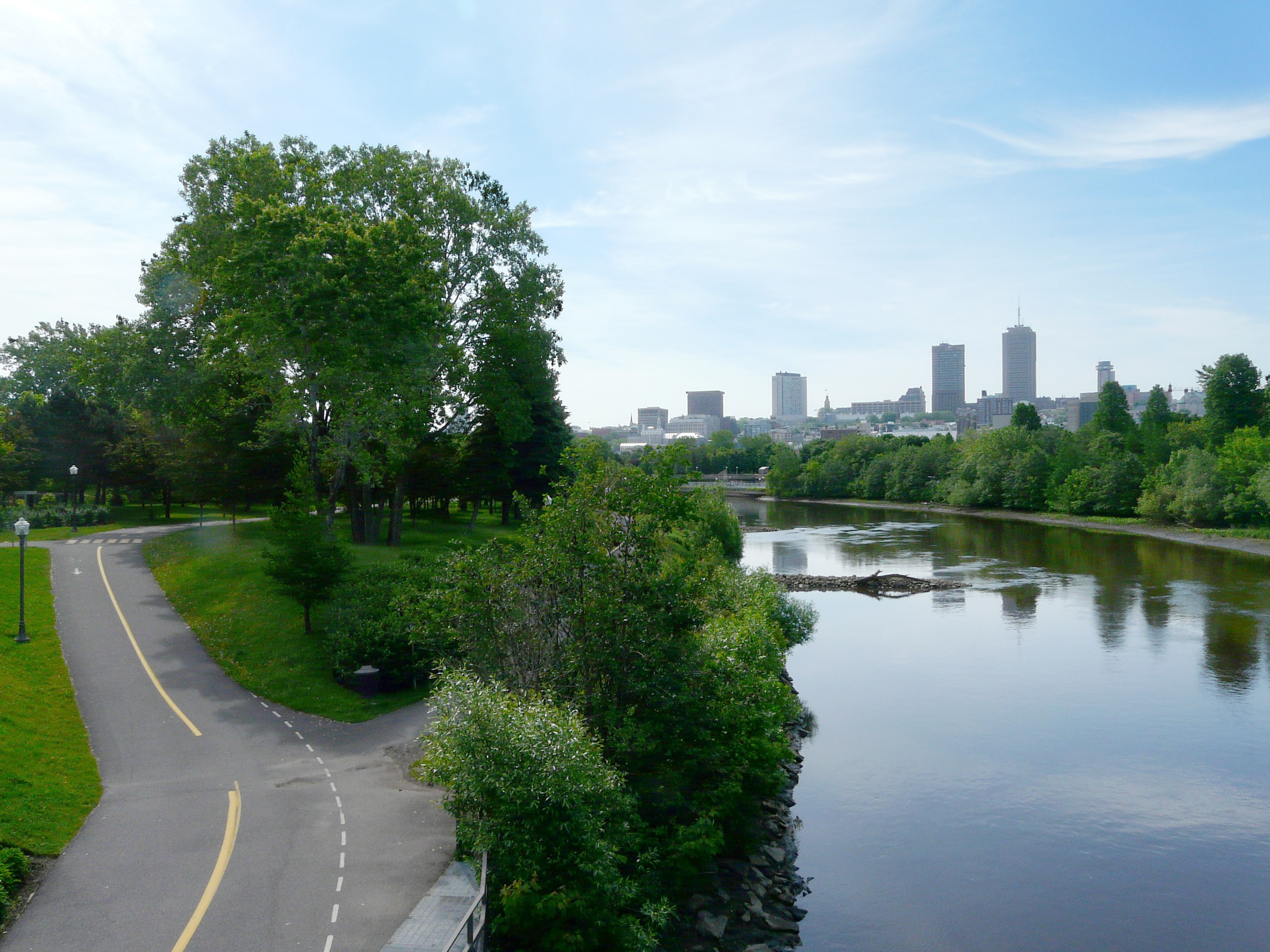
Parc linéaire, im Hintergrund das Stadtzentrum

Der Parc linéaire des rivières Saint-Charles et du Berger ist ein Park in der kanadischen Stadt Québec. Er folgt dem gesamten Flusslauf des Rivière Saint-Charles von der Mündung bis zum Lac Saint-Charles, ebenso dem Nebenfluss Rivière du Berger. Die linienförmige Parkanlage entstand zwischen 1996 und 2008 durch Renaturierung der zuvor überwiegend verbauten Flussufer. 

## Entstehung
Der Park wurde am 17. September 2008 eröffnet. Seine Schaffung steht im Zusammenhang mit der Sanierung und Neugestaltung der Flussufer, die insgesamt Investitionen in der Höhe von 160 Millionen kanadischen Dollar erforderten. Die Geldmittel stammen von der Bundesregierung, der Provinz Québec und der Stadt Québec. 300.000 Dollar steuerte die Naturschutzorganisation Fondation de la faune du Québec bei. Die Arbeiten umfassten die Entfernung von 8 km zubetonierten Flussufern, die Schaffung eines 65.000 m² großen Habitats für Wildtiere, das Anpflanzen von Bäumen, Sträuchern und Gebüschen sowie den Bau von 14 Rückhaltebecken. Vor dieser im Jahr 1996 begonnenen Renaturierung galt der Rivière Saint-Charles als der am stärksten verschmutzte Fluss Kanadas. Der Bau eines 32 km langen Fußwegs kostete weitere neun Millionen Dollar.

## Beschreibung
Der oberste, 11 km lange Abschnitt des Parc linéaire nahe dem Lac Saint-Charles ist am stärksten naturbelassen. Ein Steg ermöglicht die Beobachtung von Fauna und Flora. In diesem Bereich im Arrondissement La Haute-Saint-Charles führt der Uferweg über zahlreiche Holzbrücken. Der Parc linéaire wird hier auch als Parc Château-d’Eau bezeichnet, benannt nach einer im Châteausque-Stil (Neorenaissance) erbauten Wasseraufbereitungsanlage. Die nachfolgenden 5 km in den Arrondissements La Haute-Saint-Charles und Les Rivières liegen in zunehmend urbanisiertem Gebiet, wobei sich der Parc linéaire mit mehreren weiteren Parkanlagen kreuzt. Die wichtigsten sind der Parc de la Falaise und der Parc Chauveau. Der Flusslauf ist in diesem Bereich von Stromschnellen und dem 28 m hohen Wasserfall Kabir Kouba geprägt.
Weiter geht es durch den Parc Les Saules und entlang dem Friedhof Saint-Charles. Der Parc linéaire umschließt auch den Mündungsbereich des Nebenflusses Rivière du Berger. Er kreuzt sich mit dem Parc Victoria, dem Parc de le Pointe-aux-Lièvres und der nationalen historischen Stätte Cartier-Brébeuf. Der Parc linéaire und der Uferweg enden beide beim Hafen von Québec, wo der Rivière Saint-Charles in den Sankt-Lorenz-Strom mündet. Auf den letzten 4 km ist der Uferweg beidseits des Flusses asphaltiert, so dass er auch von Radfahrern und Inlineskatern befahren werden kann. Seit dem Winter 2015/16 kann entlang einem Teil des Uferwegs Skilanglauf betrieben werden.